# Ogulnius obtectus
Espèce
Ogulnius obtectus est une espèce d'araignées aranéomorphes de la famille des Theridiosomatidae.

## Distribution
Cette espèce se rencontre en Colombie, au Pérou et au Brésil.

## Description
Les mâles mesurent de 0,9 à 1,2 mm et les femelles de 1,3 à 1,6 mm.

## Publication originale
- Keyserling, 1886 : Die Spinnen Amerikas. Theridiidae. Nürnberg, vol. 2, p. 1-295 (texte intégral).